# Szabó Éva Zsuzsanna
Szabó Éva Zsuzsanna (Budapest, 1964. szeptember 25. –) pszichológus, habilitált egyetemi docens, a Szociál- és Fejlődéspszichológai Tanszék vezetője, intézetvezető.

## Oktatási területei
Szociálpszichológia, iskolapszichológia, tranzakció analízis, autogén tréning.

## Kutatási területei
Szociális reprezentáció fejlődése, társadalmi problémák megértése, sztereotípiák, sikerfelfogás kutatás.

## Életpályája
1982-ben érettségizett a Bajza József Gimnázium és Egészségügyi Szakközépiskolában, Hatvanban. 1982-1987: felsőfokú tanulmányokat a Kossuth Lajos Tudományegyetem Bölcsészettudományi Karán folytatott. 1987-ben diplomázott, okleveles pszichológus és pszichológia szakos középiskolai tanári képesítést szerzett. Posztgraduális képzésként 1993-1996 között az ELTE Pszichológiai Doktori Iskolájának Szocializáció és társadalmi folyamatok pszichológiája alprogramban vett részt.
Munkahelyei: 1986 -1991 között a debreceni Fazekas Mihály Általános Iskolában dolgozott iskolapszichológusként. 1991-1992 között a szegedi Juhász Gyula Tanárképző Főiskolán volt tanársegéd. 1992-től, s jelenleg is a Szegedi Tudományegyetem Pszichológiai Intézetében dolgozik, 2008-tól habilitált egyetemi docensként, a Fejlődés- és Társadalomlélektani Szakcsoport vezetőjeként, s intézetvezető helyettesként.
2009. január 1-jével hivatalosan is megalakult a Dél-alföldi Iskolapszichológiai Módszertani Központ (DIPSZI), amelynek vezetőjeként elsődleges célja, hogy összefogja és szakmailag támogassa a régióban dolgozó iskolapszichológusokat. A jövőben további szervező munkával kívánja fejleszteni a hálózatot, valamint a szakmai-módszertani továbbképzési rendszer kidolgozását.
Tudományos fokozatok: PhD fokozat, 1999, ELTE Pszichológiai Doktori Iskola: Laikus és professzionális nevelők nézetei az iskolai nevelésről témakörben. 2008-ban habilitált, ELTE Pszichológiai Doktori Iskola. Tézisek. Tantermi előadás: Sikerminták, sikerideológiák jellemzői és reprezentációja tárgykörben. Tudományos előadás: Quo Vadis School Psychology - The status of Hungarian school psychology, in light of an international survey.

## Tanulmányai (válogatás)
- Szeretettel és szigorral. Az iskolai nevelés problémái a szülők és a tanárok szemszögéből (2006).. Akadémiai Kiadó, Budapest
- Mire neveljünk és hogyan? Szülők és tanárok vélekedései az iskolai nevelés céljáról és egyes pedagógiai módszerekről (1999). Magyar Pszichológiai Szemle 3. 443-467.
- A "kedves" az "okos" és a "gonosz".: avagy a kedvelt és nem kedvelt tanár képének jellemzői (1999). Alkalmazott Pszichológia, 1. 31-41.
- Tanárok sikerképe a rendszerváltás után. Váriné Szilágyi Ibolyával. (2007). Alkalmazott Pszichológia, IX. 3-4. 123-146.
- Sikeres embert faragni : pedagógusok véleménye a sikerességről és az iskola szerepéről (2007). Pedagógusképzés, 1. 27-37.
- A szegénység és más társadalmi problémák, ahogy a serdülők látják (2009). In Szabó É. és Kőrössy J. (szerk.) Ezerarcú reprezentáció. Jatepress, Szeged
- Ezerarcú reprezentáció. A Szegedi Társadalomlélektani Műhely tanulmánykötete; szerk. Szabó Éva, Kőrössy Judit; JATEPress, Szeged, 2009 (Társadalomlélektani tanulmányok)
- A pszichológia mint társadalomtudomány. A 70 éves Hunyady György tiszteletére; szerk. Fülöp Márta, Szabó Éva; ELTE Eötvös, Bp., 2012

## Társasági tagságai
- Magyar Pszichológiai Társaság, Szociálpszichológiai szekció (1988-)
- European Association for Research on Learning and Instruction –tag (1992-1996)
- MTA Szegedi Akadémiai Bizottság, Pedagógiai Szakbizottságban Személyiség és képességfejlesztés munkacsoport – elnök (1991-1996)
- Holland-Magyar Közoktatási vezetőképző Intézet – Program és Vizsgabizottság –tag (1997-)
- International School Psychology Association (ISPA)- tag (1999-)
- Children’s Identity and Citizenship in Europe (CiCe) – tag (2004-)
- The Society for the Psychological Study of Social Issues (SPSSI) – tag (2006-)

## Díjak, elismerések
- Békésy György Posztdoktori Ösztöndíj[1] (2001-2004)